# Argos Pelásgica
Argos Pelásgica (en griego, Άργος Πελασγικό) es el nombre de un lugar situado en la región griega de Tesalia que fue mencionado por Homero en el catálogo de las naves de la Ilíada como uno de los territorios gobernados por Aquiles.
Desde la Antigüedad, existían diversas interpretaciones sobre cuál era el lugar que era designado por este topónimo. Estrabón menciona que algunos creían que era un nombre aplicado a la llanura de Tesalia y que se llamaba así porque Abante trajo una colonia a ese territorio desde Argos pero añade que otros consideraban que era el nombre de una antigua ciudad situada en las cercanías de Larisa que en su época ya no existía.